# Rachel Luttrell

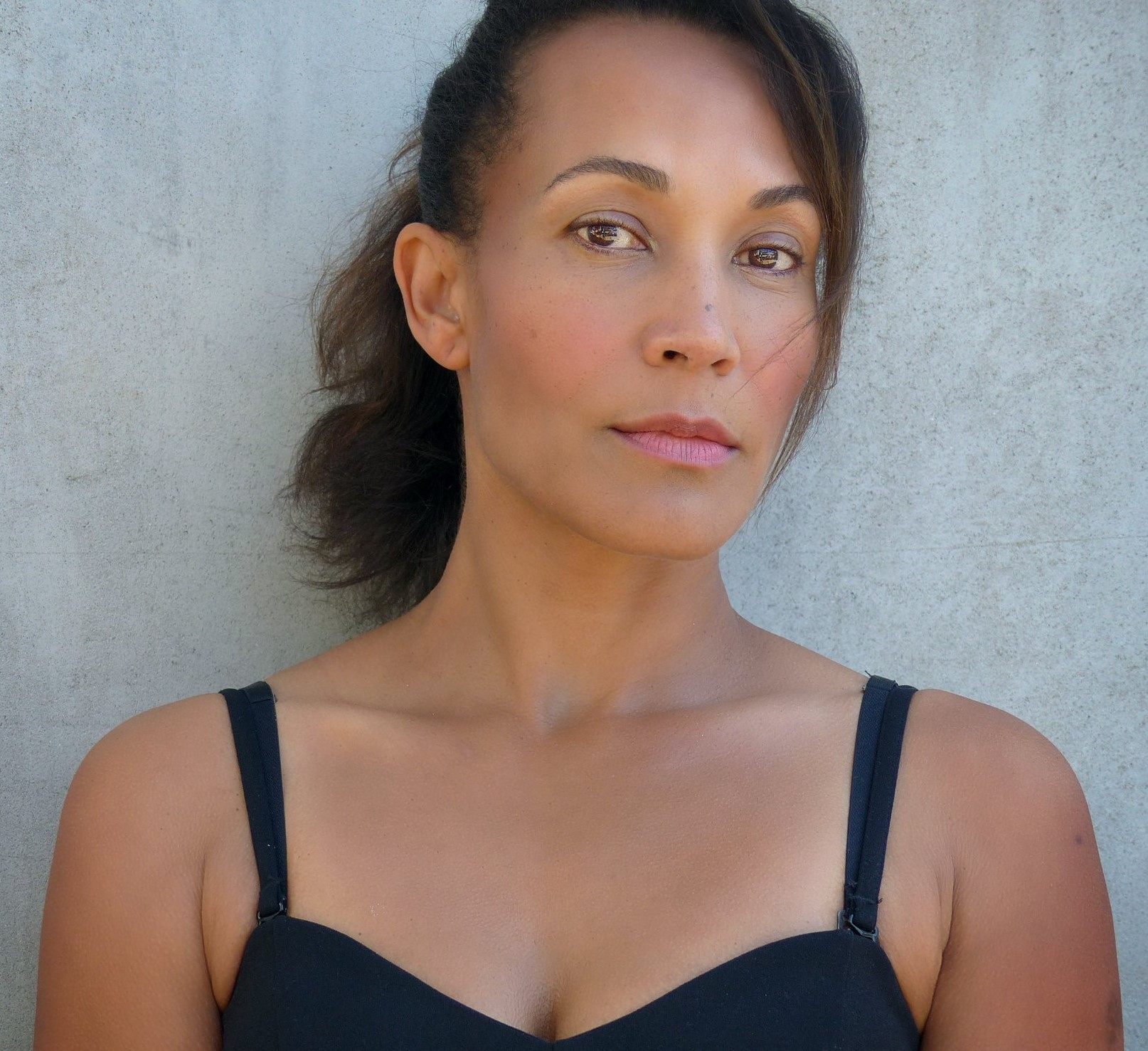
Rachel Luttrell (2017)

Rachel Luttrell (* 19. Januar 1971 in Lushoto, Tanga, Tansania) ist eine kanadische Schauspielerin, Sängerin und Tänzerin, die durch die Fernsehserien Die Waffen des Gesetzes und Stargate Atlantis bekannt wurde.

## Leben
Rachel Luttrells Eltern, ein US-amerikanischer Vater und eine tansanische Mutter, wanderten mit Rachel und deren drei Schwestern nach Kanada aus, als sie fünf Jahre alt war. Sie stammt aus einer musikalischen Familie. Zunächst erhielt sie Gesangsunterricht bei ihrem Vater, der Mitglied des Mendelssohn Chores in Toronto war. Außerdem studierte sie in Toronto Ballett an der Russian Classical Ballet Academy und Klavier am Royal Conservatory of Music. Zwischenzeitlich wurde ihr Sohn Caden geboren.
Ihren ersten öffentlichen Auftritt hatte sie bei der Toronto-Premiere der Miss Saigon. Anschließend trat sie in Beauty And The Beast und Las Meninas auf. Es folgten Auftritte in Seattle und Kalifornien. Bekannt wurde sie 1990 durch die kanadische Fernsehserie Die Waffen des Gesetzes (Original-Titel Street Legal) als Veronica Beck.
Im Sommer 2003 studierte sie Shakespeare in Oxford an der Schauspielschule British American Drama Association. Nach mehreren Gastauftritten in diversen Fernsehserien und Filmen erhielt sie 2004 in der Serie Stargate Atlantis eine Hauptrolle. Dort verkörpert sie die kampferprobte Anführerin Teyla Emmagan. Als ausgebildete Sängerin (Sopran) sang sie ihren Part in der 13. Folge der zweiten Staffel, Critical Mass, selbst.

## Filmografie (Auswahl)
- 1986: Mit dem Mut der Verzweiflung (Courage, Fernsehfilm)
- 1989–1993: Die Waffen des Gesetzes (Street Legal, Fernsehserie, 20 Episoden)
- 1992: Personal Effects
- 1992: Nick Knight – Der Vampircop (Forever Knight, Fernsehserie, Episode 1x11)
- 1993: Maniac Mansion (Fernsehserie, Episode 3x15)
- 1996: Warum ist Joe so mies zu Josephine? (Joe’s So Mean to Josephine)
- 1996: House
- 1997: Ein schrecklich nettes Haus (In the House, Fernsehserie, 2 Episoden)
- 1998: Damon (Fernsehserie, Episode 1x03)
- 1998: Project Sleepwalker (Sleepwalkers, Fernsehserie, Episode 1x08)
- 2001: Charmed – Zauberhafte Hexen (Charmed, Fernsehserie, Episode 3x20)
- 2001: Emergency Room – Die Notaufnahme (ER, Fernsehserie, Episode 7x22)
- 2001: Feast of All Saints (Fernsehfilm)
- 2001: Impostor
- 2002: Ein Hauch von Himmel (Touched by an Angel, Fernsehserie, Episode 9x02)
- 2003: Everyday Use
- 2004: Stop Thief!
- 2004–2009: Stargate Atlantis (Fernsehserie, 99 Episoden)
- 2005: The Aviary
- 2007: A Dog’s Breakfast – Eine Leiche für den Hund (A Dog’s Breakfast)
- 2011: Navy CIS (NCIS, Fernsehserie, Episode 9x10)
- 2011: True Justice (Fernsehserie, Episode 1x11)
- 2013: Navy CIS: L.A. (NCIS: Los Angeles, Fernsehserie, Episode 5x06)
- 2016: Arrow (Fernsehserie, Episode 4x14)
- 2019: The I-Land (Fernsehserie, Episode 1x7)